# Buddinge Sogn
Buddinge Sogn er et sogn i Gladsaxe-Herlev Provsti (Helsingør Stift). Sognet ligger i Gladsaxe Kommune (Region Hovedstaden). Indtil Kommunalreformen i 2007 lå det i Gladsaxe Kommune (Københavns Amt), og indtil Kommunalreformen i 1970 lå det i Sokkelund Herred (Københavns Amt). I Buddinge Sogn ligger Buddinge Kirke.
Buddinge sogn består bl.a. af bydelene Buddinge, Kildebakken og Vadgård. Gladsaxe Rådhus og Gladsaxe Hovedbibliotek ligger centralt i sognet, og butikstorvet Buddinge Centret ligger overfor rådhuset, og det nedlagte forsvarsanlæg Buddinge Batteri ligger ikke langt derfra. I sognet er der to folkeskoler: Buddinge Skole og Vadgård Skole, samt gymnasiet Gladsaxe Gymnasium og det tidligere Gladsaxe Teater. Der er de to S-togs-stationer i området: Buddinge Station og Kildebakke Station.